# Hypena melasticta
Hypena melasticta är en fjärilsart som beskrevs av Oswald Beltram Lower 1905. Hypena melasticta ingår i släktet Hypena och familjen nattflyn. Inga underarter finns listade i Catalogue of Life.